# 石原良
石原 良（いしはら りょう、1931年3月31日 - ）は、日本の声優、ナレーター。熊本県熊本市出身。青二プロダクション所属。

## 略歴
1950年、NHK熊本放送劇団に入団。1952年、NHK福岡放送劇団に移籍。1955年、ラジオ東京放送劇団に入団。土の会、東京俳優生活協同組合、劇団どらま座を経て、1965年8月に劇団現代人の立ち上げに参加後、東京アーチストプロダクションを経て、青二プロダクションの創立メンバーとして所属。テレビアニメ草創期に何本かのアニメに出演したが、それ以降はナレーターとしての活動が多い。

## 人物
音域はハイバリトン。趣味はデジカメ、CG。方言は熊本弁。
設立に参加した青二プロダクションのロゴをデザインした。

## 出演

### テレビアニメ
- 鉄腕アトム (アニメ第1作)（1964年）
- 遊星仮面（1966年、アトランター[15]）
- 魔法使いサリー（1966年 - 1968年、山部先生[1]）
- サイボーグ009（1968年、002[16][1]）
- キックの鬼（1970年、ナレーション）
- 巨人の星（1970年）
- アニメドキュメント ミュンヘンへの道（1972年、ナレーション[17]）
- 宇宙空母ブルーノア（1979年、ナレーション[18][1]）
- 日本名作童話シリーズ 赤い鳥のこころ（1979年、ナレーター）
- 闇の帝王 吸血鬼ドラキュラ（1980年、ナレーター）

### 劇場アニメ
- 鉄腕アトム 宇宙の勇者（1964年）
- サイボーグ009（1966年、002[19]）
- サイボーグ009 怪獣戦争（1967年、002[20]）
- 空飛ぶゆうれい船（1969年）
- ひとりぼっち（1969年、ケンのパパ）
- サイボーグ009 超銀河伝説（1980年、ナレーター）
- FUTURE WAR 198X年（1982年）
- 三国志 完結編・遥かなる大地（1994年、張昭、ナレーター）

### ラジオドラマ
- 地球へ…（ソルジャー・ブルー、ナレーション）

### 吹き替え

#### 映画
- 炎のロシア戦線（ウラジミール〈グレゴリー・ペック〉）
- 猿人ジョー・ヤング（グレッグ〈ベン・ジョンソン〉）※NHK版

#### ドラマ
- FBIアメリカ連邦警察（ジム・ローズ）
- ミステリーゾーン（ブランデル[21]、ワイアット[22]）

#### 人形劇
- スーパーカー（マイク・マーキュリー[1]）※再放送分
- サンダーバード（カス・カーナビー）
- キャプテン・スカーレット（Dr.ホーン）

### テレビドラマ
- 見合合戦
- 白い巨塔 (1990年)（アナウンサー、ナレーション）

### 人形劇
- 宇宙船シリカ（ボブ艇長）
- おやゆび姫

### ナレーション
- アニメドキュメント ミュンヘンへの道（1972年）
- 小学館「幼稚園」1971年7月号ソノシート「帰ってきたウルトラマン」
- 映像の世紀
- クローズアップ現代[1]
- 映画 喜びも悲しみも幾歳月
- カセット文庫 ガンヘッド
- ナイトジャーナル[1]
- ぐるっと北欧5000キロ
- ぐるっとイギリス3500キロ
- ザ・プレミアム　ぐるっと地中海4000キロ「衝突と融合の海を行く」
- ぐるっとインドシナ半島3000キロ 豊かさと悲しみの大地を行く
- ハイビジョンスペシャル「味覚の迷宮 韓国 情熱のキムジャン」
- さまぁ〜ZOO（番組初期）
- NNNドキュメント'13
- 素敵な宇宙船地球号
- 中村敦夫の地球発23時 / 地球発19時[1]
- スーパーシティ中央[1]

### CMナレーション
- 山本山[1]
- TOTO (企業) システムキッチン ザ・クラッソ（2016年）
- コカ・コーラ スカッとさわやかコカ・コーラ[1]
- P&G コーラック[1]
- 日清食品 カップヌードル[1]

### CD
- 『改訂版 世界の名作を読む』（工藤庸子編著、放送大学教育振興会、2011年）付属の朗読CD